# Regana De Liguoro
Regana De Liguoro di Presicce (Roma, 6 maggio 1919 – Roma, 22 giugno 1948) è stata un'attrice italiana.

## Biografia
Figlia degli attori Wladimiro e Rina De Liguoro, debuttò ancora bambina nel 1926, diretta dal padre in Quello che non muore. Seguì poi i genitori negli Stati Uniti dove prese parte ad alcuni film.
Al suo ritorno in Italia prese parte ai film Ho visto brillare le stelle (1939) di Enrico Guazzoni, Alessandro, sei grande! (1940) di Carlo Ludovico Bragaglia e Caterina da Siena (1947) di Oreste Palella, quest'ultima pellicola nel ruolo da protagonista.
Morì nel 1948, a soli 29 anni, a causa di una peritonite.